# Rhaconotus seyrigi
Rhaconotus seyrigi är en stekelart som beskrevs av Granger 1949. Rhaconotus seyrigi ingår i släktet Rhaconotus och familjen bracksteklar. Inga underarter finns listade i Catalogue of Life.